# 西郷札 (松本清張)
『西郷札』（さいごうさつ）は、松本清張の短編歴史小説。『週刊朝日』が主催した新人コンクール「百万人の小説」の第三席に入選した作品で、松本清張の処女作と位置づけられている。第25回直木賞の候補作となった。
1951年3月『週刊朝日別冊・春季増刊号』に掲載され（掲載時の挿絵は岩田専太郎）、1955年11月に短編集『西郷札』の表題作として、東京高山書院から刊行された。
佐藤慶による朗読CDが、2003年に新潮社より発売された。

## あらすじ
わたしの勤める新聞社が企画した展覧会への出品資料として、宮崎支局から西郷札とその「覚書」が送られてきた。興味を抱いたわたしは覚書を筆写した。内容は以下のように始まる。
日向国佐土原生まれの士族・樋村雄吾の家は、明治の廃藩置県を受けて世禄を失った。父は後妻とその連れ子・季乃を迎える。季乃は雄吾を兄さまと言って慕ったが、雄吾は素直に感情を出せず、何となく拗ねた態度に出ていた。雄吾は西南戦争に参加したが、その間に父は死去、家は戦火で焼かれ、継母と季乃は行方知れずとなっていた。雄吾は悄然と故郷を去り、東京へ向かう。無為のうちに過ごす雄吾だったが、やがて俥（くるま）を曳く車夫として収入を得るようになる。ある夜、エリート官吏・塚村圭太郎を深川清住まで送った雄吾は、屋敷の近くで季乃の顔を発見し、動揺する…。

## エピソード
- 『週刊朝日』が「百万人の小説」募集を発表した際、著者は応募する気持ちはなかったと述べている。しかし、冨山房の百科事典を広げた時、「さいごうさつ」の項目の解説が目に入り、それがヒントになって原稿を書いてみる気持ちになった、という。それからは（当時勤務していた朝日新聞西部本社の）仕事の合間に資料室に行き、『明治編年史』などを立ち読みしていた。当時著者は、住居から新聞社まで田川線（現：平成筑豊鉄道田川線）の鉄道線路上を歩いて通っていたが、行きも帰りも筋立ての思案に耽り、背後から来る汽車の汽笛も耳に入らなかったと回想している[1]。
- 原稿の清書は締切日に間に合わなかった。この時著者は、原稿を入れた風呂敷包みが盗まれたということにして、詫び状を『週刊朝日』に送っている。これに対して、「とんだ災難でお気の毒でした」「なるべく早くお送り下さい」と書かれた、『週刊朝日』側の返信が残されている[2]。
- 応募作品としての評価は第一席に相当するものであったが、著者が主催誌の親会社である朝日新聞に勤めていたことから配慮がなされ、第三席におさまった[3]。
- 本作が直木賞候補作となったのを受け、著者は尊敬する推理作家・木々高太郎など3人に掲載誌を送ったが、このうち木々からは「大そう立派なものです。本格もの矢つぎ早に書くことをおすすめいたします」との激励を受け、著者はまず、木々の編集していた雑誌『三田文学』に、短編小説（「或る「小倉日記」伝」を含む）を投稿することとなった[4]。

## テレビドラマ

### 1964年版
1964年8月27日、NHKのオムニバス歴史ドラマ「風雪」（21:40-22:30）の第21話として放映。
キャスト
- 樋村雄吾：片山明彦
- 高津住男
- 夏目俊二
- 矢代京子
- 山村弘三
- 国田栄弥
- 岩田直二
- 山口幸生
- 西山辰夫

スタッフ
- 脚本：藤本義一
- 監督：山田勝美
- 制作：NHK

### 1991年版
「松本清張作家活動40周年記念ドラマスペシャル・西郷札」。1991年4月8日、TBS系列の「月曜ドラマスペシャル」枠（21:00-23:24）にて放映。視聴率18.2％（ビデオリサーチ調べ、関東地区）。主演の緒形と仙道は、本ドラマでの共演を契機として結婚に至った。
キャスト
- 樋村雄吾：緒形直人

- 塚村季乃：仙道敦子

- 樋村喜右ェ門：川谷拓三

- 樋村さい：中田喜子

- 柳沢慎吾

- 崎田美也
- 山本虎吉：山路和弘
- 浦田賢一
- 石黒正男
- 水島涼太
- 伊藤正博
- 加賀谷純一
- 白岩久尚
- 真鍋敏宏
- 石坂重二
- 明石良
- 竹本純平
- 堤勝巳
- 岩切久美

- 織本順吉

- 宮川一朗太

- 永光基乃
- 佐々木勝彦
- 小島三児
- うえだ峻
- 泉晶子

- 加藤満
- 山本龍二
- 田嶋基吉
- 森山米次
- 二宮寛
- 佐藤正行

- 幡生粂太郎：前田吟

- 西蓮寺住職：大滝秀治

- 塚村圭太郎：風間杜夫

- 杉山卓二（現代）：蟹江敬三
- 田中真知子（現代）：古村比呂
- 平野稔
- 松井範雄

スタッフ
- 脚本：金子成人
- 監督：大岡進
- 音楽：奥慶一
- 殺陣：國井正廣
- プロデューサー：堀川とんこう
- 企画：松本陽一、坂梨港
- 制作：TBS

| TBS系列 月曜ドラマスペシャル | TBS系列 月曜ドラマスペシャル                   | TBS系列 月曜ドラマスペシャル                        |
| 前番組                       | 番組名                                         | 次番組                                              |
| ---------------------------- | ---------------------------------------------- | --------------------------------------------------- |
| 山岳救助犬ララ2 （1991.4.1） | 松本清張作家活動40周年記念 西郷札 （1991.4.8） | イラク人質の妻たち （脚本：重森孝子） （1991.4.15） |